# Homelix klingi
Homelix klingi är en skalbaggsart som först beskrevs av Hermann Julius Kolbe 1893.  Homelix klingi ingår i släktet Homelix och familjen långhorningar.
Artens utbredningsområde är:
- Mali.
- Togo.

Inga underarter finns listade i Catalogue of Life.